# Liste des États membres de l'Organisation des Nations unies
La liste des États membres de l'Organisation des Nations unies regroupe les 193 États membres de cette organisation. Quatre autres États, pour un total de 197, sont reconnus par l'Organisation des Nations unies (ONU).
Chacun des 193 pays a un ambassadeur permanent à l'ONU à New York. Le Soudan du Sud, indépendant depuis 2011, est le dernier pays à y avoir établi une ambassade.

## Les États membres de l'ONU et leurs dates d'adhésion
Cette liste ne reprend pas les dénominations de pays utilisées par l'ONU, elle utilise la terminologie généralement utilisée dans Wikipédia, à savoir le nom usuel et francisé des pays.

| Pays                             | Date d'adhésion   | Continent | Capitale                                                                                                |
| -------------------------------- | ----------------- | --------- | --- |
| Afghanistan                      | 19 novembre 1946  | Asie      | Kaboul                                                                                                  |
| Afrique du Sud                   | 7 novembre 1945   | Afrique   | Bloemfontein (capitale judiciaire) ; Le Cap (capitale législative) ; Pretoria (capitale administrative) |
| Albanie                          | 14 décembre 1955  | Europe    | Tirana                                                                                                  |
| Algérie                          | 8 octobre 1962    | Afrique   | Alger                                                                                                   |
| Allemagne                        | 18 septembre 1973 | Europe    | Berlin                                                                                                  |
| Andorre                          | 28 juillet 1993   | Europe    | Andorre-la-Vieille                                                                                      |
| Angola                           | 1er décembre 1976 | Afrique   | Luanda                                                                                                  |
| Antigua-et-Barbuda               | 11 novembre 1981  | Amérique  | Saint John's                                                                                            |
| Arabie saoudite                  | 24 octobre 1945   | Asie      | Riyad                                                                                                   |
| Argentine                        | 24 octobre 1945   | Amérique  | Buenos Aires                                                                                            |
| Arménie                          | 2 mars 1992       | Asie      | Erevan                                                                                                  |
| Australie                        | 1er novembre 1945 | Océanie   | Canberra                                                                                                |
| Autriche                         | 14 décembre 1955  | Europe    | Vienne                                                                                                  |
| Azerbaïdjan                      | 2 mars 1992       | Asie      | Bakou                                                                                                   |
| Bahamas                          | 18 septembre 1973 | Amérique  | Nassau                                                                                                  |
| Bahreïn                          | 21 septembre 1971 | Asie      | Manama                                                                                                  |
| Bangladesh                       | 17 septembre 1974 | Asie      | Dacca                                                                                                   |
| Barbade                          | 9 décembre 1966   | Amérique  | Bridgetown                                                                                              |
| Belgique                         | 27 décembre 1945  | Europe    | Bruxelles                                                                                               |
| Belize                           | 25 septembre 1981 | Amérique  | Belmopan                                                                                                |
| Bénin                            | 20 septembre 1960 | Afrique   | Porto-Novo (administrative)                                                                             |
| Bhoutan                          | 21 septembre 1971 | Asie      | Thimphou                                                                                                |
| Biélorussie                      | 24 octobre 1945   | Europe    | Minsk                                                                                                   |
| Birmanie (Myanmar)               | 19 avril 1948     | Asie      | Naypyidaw                                                                                               |
| Bolivie                          | 14 novembre 1945  | Amérique  | La Paz (gouvernement et ambassades) ; Sucre (constitutionnelle)                                         |
| Bosnie-Herzégovine               | 22 mai 1992       | Europe    | Sarajevo                                                                                                |
| Botswana                         | 17 octobre 1966   | Afrique   | Gaborone                                                                                                |
| Brésil                           | 24 octobre 1945   | Amérique  | Brasilia                                                                                                |
| Brunei                           | 21 septembre 1984 | Asie      | Bandar Seri Begawan                                                                                     |
| Bulgarie                         | 14 décembre 1955  | Europe    | Sofia                                                                                                   |
| Burkina Faso                     | 20 septembre 1960 | Afrique   | Ouagadougou                                                                                             |
| Burundi                          | 18 septembre 1962 | Afrique   | Gitega                                                                                                  |
| Cambodge                         | 14 décembre 1955  | Asie      | Phnom Penh                                                                                              |
| Cameroun                         | 20 septembre 1960 | Afrique   | Yaoundé                                                                                                 |
| Canada                           | 9 novembre 1945   | Amérique  | Ottawa                                                                                                  |
| Cap-Vert                         | 16 septembre 1975 | Afrique   | Praia                                                                                                   |
| République centrafricaine        | 20 septembre 1960 | Afrique   | Bangui                                                                                                  |
| Chili                            | 24 octobre 1945   | Amérique  | Santiago                                                                                                |
| Chine                            | 24 octobre 1945   | Asie      | Pékin                                                                                                   |
| Chypre                           | 20 septembre 1960 | Asie      | Nicosie                                                                                                 |
| Colombie                         | 5 novembre 1945   | Amérique  | Bogota                                                                                                  |
| Comores                          | 12 novembre 1975  | Afrique   | Moroni                                                                                                  |
| République du Congo              | 20 septembre 1960 | Afrique   | Brazzaville                                                                                             |
| République démocratique du Congo | 20 septembre 1960 | Afrique   | Kinshasa                                                                                                |
| Corée du Nord                    | 17 septembre 1991 | Asie      | Pyongyang                                                                                               |
| Corée du Sud                     | 17 septembre 1991 | Asie      | Séoul                                                                                                   |
| Costa Rica                       | 2 novembre 1945   | Amérique  | San José                                                                                                |
| Côte d'Ivoire                    | 20 septembre 1960 | Afrique   | Yamoussoukro                                                                                            |
| Croatie                          | 22 mai 1992       | Europe    | Zagreb                                                                                                  |
| Cuba                             | 24 octobre 1945   | Amérique  | La Havane                                                                                               |
| Danemark                         | 24 octobre 1945   | Europe    | Copenhague                                                                                              |
| Djibouti                         | 20 septembre 1977 | Afrique   | Djibouti                                                                                                |
| République dominicaine           | 24 octobre 1945   | Amérique  | Saint-Domingue                                                                                          |
| Dominique                        | 18 décembre 1978  | Amérique  | Roseau                                                                                                  |
| Égypte                           | 24 octobre 1945   | Afrique   | Le Caire                                                                                                |
| Émirats arabes unis              | 9 décembre 1971   | Asie      | Abou Dabi                                                                                               |
| Équateur                         | 21 décembre 1945  | Amérique  | Quito                                                                                                   |
| Érythrée                         | 28 mai 1993       | Afrique   | Asmara                                                                                                  |
| Espagne                          | 14 décembre 1955  | Europe    | Madrid                                                                                                  |
| Estonie                          | 17 septembre 1991 | Europe    | Tallinn                                                                                                 |
| Eswatini                         | 24 septembre 1968 | Afrique   | Mbabane                                                                                                 |
| États-Unis                       | 24 octobre 1945   | Amérique  | Washington D.C.                                                                                         |
| Éthiopie                         | 13 novembre 1945  | Afrique   | Addis-Abeba                                                                                             |
| Fidji                            | 13 octobre 1970   | Océanie   | Suva |
| Finlande                         | 14 décembre 1955  | Europe    | Helsinki                                                                                                |
| France                           | 24 octobre 1945   | Europe    | Paris                                                                                                   |
| Gabon                            | 20 septembre 1960 | Afrique   | Libreville                                                                                              |
| Gambie                           | 21 septembre 1965 | Afrique   | Banjul                                                                                                  |
| Géorgie                          | 31 juillet 1992   | Asie      | Tbilissi                                                                                                |
| Ghana                            | 8 mars 1957       | Afrique   | Accra                                                                                                   |
| Grèce                            | 25 octobre 1945   | Europe    | Athènes                                                                                                 |
| Grenade                          | 17 septembre 1974 | Amérique  | Saint-Georges                                                                                           |
| Guatemala                        | 21 novembre 1945  | Amérique  | Guatemala                                                                                               |
| Guinée                           | 12 décembre 1958  | Afrique   | Conakry                                                                                                 |
| Guinée-Bissau                    | 17 septembre 1974 | Afrique   | Bissau                                                                                                  |
| Guinée équatoriale               | 12 novembre 1968  | Afrique   | Malabo                                                                                                  |
| Guyana                           | 20 septembre 1966 | Amérique  | Georgetown                                                                                              |
| Haïti                            | 24 octobre 1945   | Amérique  | Port-au-Prince                                                                                          |
| Honduras                         | 17 décembre 1945  | Amérique  | Tegucigalpa                                                                                             |
| Hongrie                          | 14 décembre 1955  | Europe    | Budapest                                                                                                |
| Inde                             | 30 octobre 1945   | Asie      | New Delhi                                                                                               |
| Indonésie                        | 28 septembre 1950 | Asie      | Jakarta                                                                                                 |
| Irak                             | 21 décembre 1945  | Asie      | Bagdad                                                                                                  |
| Iran                             | 24 octobre 1945   | Asie      | Téhéran                                                                                                 |
| Irlande                          | 14 décembre 1955  | Europe    | Dublin                                                                                                  |
| Islande                          | 19 novembre 1946  | Europe    | Reykjavik                                                                                               |
| Israël                           | 11 mai 1949       | Asie      | Jérusalem (contesté au profit de Tel Aviv-Jaffa)                                                        |
| Italie                           | 14 décembre 1955  | Europe    | Rome |
| Jamaïque                         | 18 septembre 1962 | Amérique  | Kingston                                                                                                |
| Japon                            | 18 décembre 1956  | Asie      | Tokyo                                                                                                   |
| Jordanie                         | 14 décembre 1955  | Asie      | Amman                                                                                                   |
| Kazakhstan                       | 2 mars 1992       | Asie      | Astana                                                                                                  |
| Kenya                            | 16 décembre 1963  | Afrique   | Nairobi                                                                                                 |
| Kirghizistan                     | 2 mars 1992       | Asie      | Bichkek                                                                                                 |
| Kiribati                         | 14 septembre 1999 | Océanie   | Tarawa-Sud                                                                                              |
| Koweït                           | 14 mai 1963       | Asie      | Koweït                                                                                                  |
| Laos                             | 14 décembre 1955  | Asie      | Vientiane                                                                                               |
| Lesotho                          | 17 octobre 1966   | Afrique   | Maseru                                                                                                  |
| Lettonie                         | 17 septembre 1991 | Europe    | Riga |
| Liban                            | 24 octobre 1945   | Asie      | Beyrouth                                                                                                |
| Liberia                          | 2 novembre 1945   | Afrique   | Monrovia                                                                                                |
| Libye                            | 14 décembre 1955  | Afrique   | Tripoli                                                                                                 |
| Liechtenstein                    | 18 septembre 1990 | Europe    | Vaduz                                                                                                   |
| Lituanie                         | 17 septembre 1991 | Europe    | Vilnius                                                                                                 |
| Luxembourg                       | 24 octobre 1945   | Europe    | Luxembourg                                                                                              |
| Macédoine du Nord                | 8 avril 1993      | Europe    | Skopje                                                                                                  |
| Madagascar                       | 20 septembre 1960 | Afrique   | Antananarivo                                                                                            |
| Malaisie                         | 17 septembre 1957 | Asie      | Kuala Lumpur ; Putrajaya (capitale administrative)                                                      |
| Malawi                           | 1er décembre 1964 | Afrique   | Lilongwe                                                                                                |
| Maldives                         | 21 septembre 1965 | Asie      | Malé |
| Mali                             | 28 septembre 1960 | Afrique   | Bamako                                                                                                  |
| Malte                            | 1er décembre 1964 | Europe    | La Valette                                                                                              |
| Maroc                            | 12 novembre 1956  | Afrique   | Rabat                                                                                                   |
| Îles Marshall                    | 17 septembre 1991 | Océanie   | Delap-Uliga-Darrit (Majuro)                                                                             |
| Maurice                          | 24 avril 1968     | Afrique   | Port-Louis                                                                                              |
| Mauritanie                       | 27 octobre 1961   | Afrique   | Nouakchott                                                                                              |
| Mexique                          | 7 novembre 1945   | Amérique  | Mexico                                                                                                  |
| États fédérés de Micronésie      | 17 septembre 1991 | Océanie   | Palikir                                                                                                 |
| Moldavie                         | 2 mars 1992       | Europe    | Chisinau                                                                                                |
| Monaco                           | 28 mai 1993       | Europe    | Commune de Monaco                                                                                       |
| Mongolie                         | 27 octobre 1961   | Asie      | Oulan-Bator                                                                                             |
| Monténégro                       | 28 juin 2006      | Europe    | Podgorica                                                                                               |
| Mozambique                       | 16 septembre 1975 | Afrique   | Maputo                                                                                                  |
| Namibie                          | 23 avril 1990     | Afrique   | Windhoek                                                                                                |
| Nauru                            | 14 septembre 1999 | Océanie   | Yaren (capitale de facto)                                                                               |
| Népal                            | 14 décembre 1955  | Asie      | Katmandou                                                                                               |
| Nicaragua                        | 24 octobre 1945   | Amérique  | Managua                                                                                                 |
| Niger                            | 20 septembre 1960 | Afrique   | Niamey                                                                                                  |
| Nigeria                          | 7 octobre 1960    | Afrique   | Abuja                                                                                                   |
| Norvège                          | 27 novembre 1945  | Europe    | Oslo |
| Nouvelle-Zélande                 | 24 octobre 1945   | Océanie   | Wellington                                                                                              |
| Oman                             | 7 octobre 1971    | Asie      | Mascate                                                                                                 |
| Ouganda                          | 25 octobre 1962   | Afrique   | Kampala                                                                                                 |
| Ouzbékistan                      | 2 mars 1992       | Asie      | Tachkent                                                                                                |
| Pakistan                         | 30 septembre 1947 | Asie      | Islamabad                                                                                               |
| Palaos                           | 15 décembre 1994  | Océanie   | Melekeok                                                                                                |
| Panama                           | 13 novembre 1945  | Amérique  | Panama                                                                                                  |
| Papouasie-Nouvelle-Guinée        | 10 octobre 1975   | Océanie   | Port Moresby                                                                                            |
| Paraguay                         | 24 octobre 1945   | Amérique  | Asuncion                                                                                                |
| Pays-Bas                         | 10 décembre 1945  | Europe    | Amsterdam                                                                                               |
| Pérou                            | 31 octobre 1945   | Amérique  | Lima |
| Philippines                      | 24 octobre 1945   | Asie      | Manille                                                                                                 |
| Pologne                          | 24 octobre 1945   | Europe    | Varsovie                                                                                                |
| Portugal                         | 14 décembre 1955  | Europe    | Lisbonne                                                                                                |
| Qatar                            | 21 septembre 1971 | Asie      | Doha |
| Roumanie                         | 14 décembre 1955  | Europe    | Bucarest                                                                                                |
| Royaume-Uni                      | 24 octobre 1945   | Europe    | Londres                                                                                                 |
| Russie                           | 24 octobre 1945   | Europe    | Moscou                                                                                                  |
| Rwanda                           | 18 septembre 1962 | Afrique   | Kigali                                                                                                  |
| Sainte-Lucie                     | 18 septembre 1979 | Amérique  | Castries                                                                                                |
| Saint-Christophe-et-Niévès       | 23 septembre 1983 | Amérique  | Basseterre                                                                                              |
| Saint-Marin                      | 2 mars 1992       | Europe    | Saint-Marin                                                                                             |
| Saint-Vincent-et-les-Grenadines  | 16 septembre 1980 | Amérique  | Kingstown                                                                                               |
| Îles Salomon                     | 19 septembre 1978 | Océanie   | Honiara                                                                                                 |
| Salvador                         | 24 octobre 1945   | Amérique  | San Salvador                                                                                            |
| Samoa                            | 15 décembre 1976  | Océanie   | Apia |
| Sao Tomé-et-Principe             | 16 septembre 1975 | Afrique   | São Tomé                                                                                                |
| Sénégal                          | 28 septembre 1960 | Afrique   | Dakar                                                                                                   |
| Serbie                           | 1er novembre 2000 | Europe    | Belgrade                                                                                                |
| Seychelles                       | 21 septembre 1976 | Afrique   | Victoria                                                                                                |
| Sierra Leone                     | 27 septembre 1961 | Afrique   | Freetown                                                                                                |
| Singapour                        | 21 septembre 1965 | Asie      | Singapour                                                                                               |
| Slovaquie                        | 19 janvier 1993   | Europe    | Bratislava                                                                                              |
| Slovénie                         | 22 mai 1992       | Europe    | Ljubljana                                                                                               |
| Somalie                          | 20 septembre 1960 | Afrique   | Mogadiscio                                                                                              |
| Soudan                           | 12 novembre 1956  | Afrique   | Khartoum                                                                                                |
| Soudan du Sud                    | 14 juillet 2011   | Afrique   | Djouba                                                                                                  |
| Sri Lanka                        | 14 décembre 1955  | Asie      | Sri Jayawardenapura Kotte (administrative et législative)                                               |
| Suède                            | 19 novembre 1946  | Europe    | Stockholm                                                                                               |
| Suisse                           | 10 septembre 2002 | Europe    | Berne (capitale de facto)                                                                               |
| Suriname                         | 4 décembre 1975   | Amérique  | Paramaribo                                                                                              |
| Syrie                            | 24 octobre 1945   | Asie      | Damas                                                                                                   |
| Tadjikistan                      | 2 mars 1992       | Asie      | Douchanbé                                                                                               |
| Tanzanie                         | 14 décembre 1961  | Afrique   | Dodoma                                                                                                  |
| Tchad                            | 20 septembre 1960 | Afrique   | N'Djaména                                                                                               |
| Tchéquie                         | 19 janvier 1993   | Europe    | Prague                                                                                                  |
| Thaïlande                        | 16 décembre 1946  | Asie      | Bangkok                                                                                                 |
| Timor oriental                   | 27 septembre 2002 | Asie      | Dili |
| Togo                             | 20 septembre 1960 | Afrique   | Lomé |
| Tonga                            | 14 septembre 1999 | Océanie   | Nuku'alofa                                                                                              |
| Trinité-et-Tobago                | 18 septembre 1962 | Amérique  | Port-d'Espagne                                                                                          |
| Tunisie                          | 12 novembre 1956  | Afrique   | Tunis                                                                                                   |
| Turkménistan                     | 2 mars 1992       | Asie      | Achgabat                                                                                                |
| Turquie                          | 24 octobre 1945   | Asie      | Ankara                                                                                                  |
| Tuvalu                           | 5 septembre 2000  | Océanie   | Funafuti (Vaiaku)                                                                                       |
| Ukraine                          | 24 octobre 1945   | Europe    | Kiev |
| Uruguay                          | 18 décembre 1945  | Amérique  | Montevideo                                                                                              |
| Vanuatu                          | 15 septembre 1981 | Océanie   | Port-Vila                                                                                               |
| Venezuela                        | 15 novembre 1945  | Amérique  | Caracas                                                                                                 |
| Vietnam                          | 20 septembre 1977 | Asie      | Hanoï                                                                                                   |
| Yémen                            | 30 septembre 1947 | Asie      | Sanaa                                                                                                   |
| Zambie                           | 1er décembre 1964 | Afrique   | Lusaka                                                                                                  |
| Zimbabwe                         | 25 août 1980      | Afrique   | Harare                                                                                                  |

## Cartographie

Pays adhérant à la charte de l'ONU.

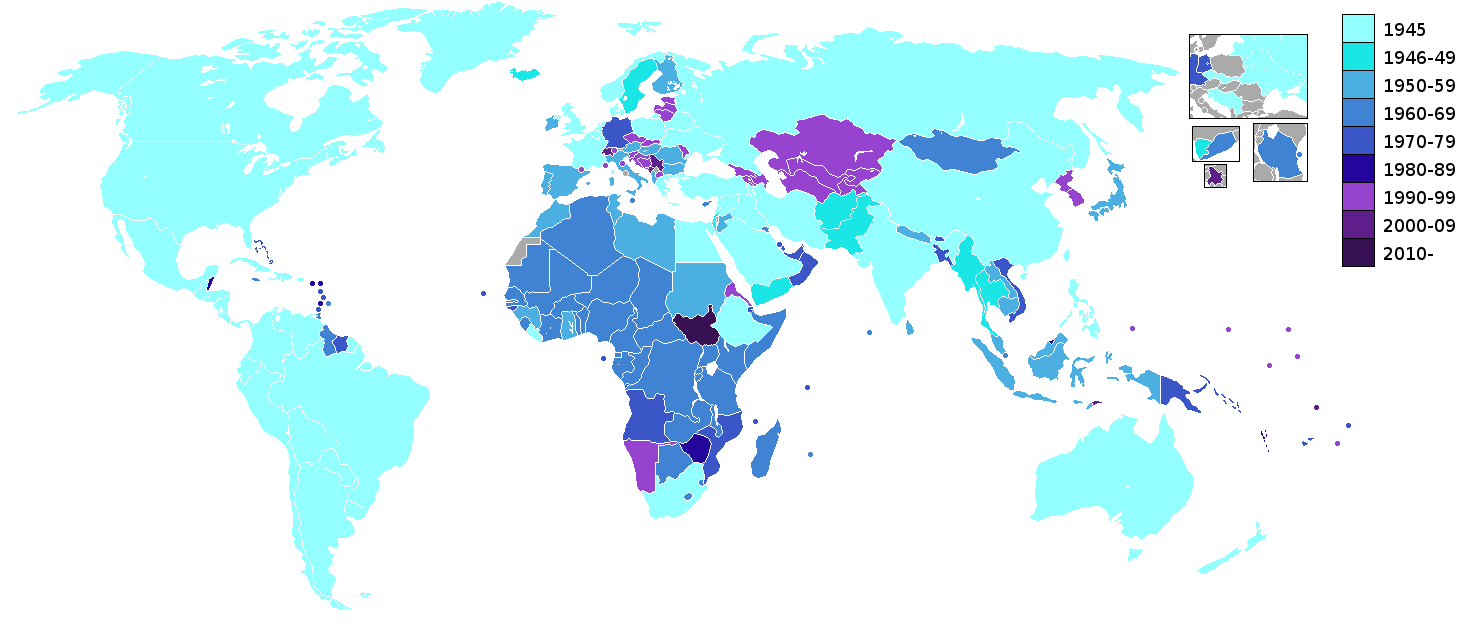
Les États membres par ordre d'adhésion.

## Non-membres

### États observateurs non-membres
Il n'existe, en 2025, que deux États non membres auxquels a été adressée une invitation permanente à participer en qualité d’observateurs aux sessions et aux travaux de l’Assemblée générale, et ayant une mission permanente d’observation au Siège de l’ONU :
- le Saint-Siège
- l'État de Palestine

Le Saint-Siège, depuis le 6 avril 1964, dispose du statut d'observateur auprès de l'ONU ; l'Assemblée générale, par sa résolution 58/314 du 1er juillet 2004, a défini la « Participation du Saint-Siège aux travaux de l'Organisation des Nations Unies » notamment le droit d'intervenir et de participer à ses sessions et conférences.
La Palestine dispose également du statut d'État observateur depuis que, le 29 novembre 2012, l'Assemblée générale lui a accordé ce statut par sa résolution A/RES/67/19.
Ce sont deux États non membres de l'ONU auxquels a été accordé un statut d'observateur, respectivement le 6 avril 1964 et depuis 2012. La Palestine est passée du statut d'« entité » à celui d'« État observateur non membre » à l'ONU le 29 novembre 2012 à la suite d'un vote de l'Assemblée générale ayant obtenu une majorité de 138 voix pour, 9 contre et 41 abstentions.
Le 10 septembre 2015, l'Assemblée générale vote une résolution permettant aux États observateurs de hisser leur drapeau au siège de l'ONU.
Le 18 avril 2024, l'adhésion pleine et entière de la Palestine à l'ONU est rejetée par le Conseil de sécurité en raison du veto américain, seul opposant à cette adhésion, malgré 12 voix pour et deux abstentions. Le 10 mai 2024, l'Assemblée générale des Nations unies a adopté à une très large majorité (143 voix pour, 9 voix contre et 25 abstentions) la résolution ES-10/23 en faveur de l'admission de l'État de Palestine en tant que membre de plein droit de l'ONU, recommandant ainsi au Conseil de sécurité de « réexaminer favorablement » cette question. Par ailleurs, le statut d'État observateur de l'État de Palestine est rehaussé, l'Assemblée générale ayant décidé, « à titre exceptionnel et sans que cela constitue un précédent » (précision ajoutée notamment pour satisfaire des pays qui ne reconnaissent pas le Kosovo), d’adopter plusieurs modalités pour la participation de l'État de Palestine à ses sessions et travaux à compter de sa soixante-dix-neuvième session.

### États non-membres et non observateurs reconnus par l'ONU
En 2020, deux États reconnus par l'ONU, tous deux océaniens, ne sont ni membres ni observateurs :
- les Îles Cook, reconnues comme État non-membre depuis 1992[26]
- Niue, reconnu comme État non-membre depuis 1994[26].

Les Îles Cook et Niue sont des États indépendants en libre association avec la Nouvelle-Zélande. En tant qu'États associés ne disposant pas de leurs souverainetés extérieures, leurs intérêts sont représentés aux nations unies par la Nouvelle-Zélande. Ils sont tous deux considérés comme indépendants dans leurs relations étrangères par l'ONU et y ont le statut d'États non-membres, depuis 1992 pour les Îles Cook et depuis 1994 pour Niue.

### Organisations intergouvernementales invitées en qualité d'observateur
Actuellement soixante-neuf organisations internationales, comme l'Union européenne ou l'Organisation internationale de la francophonie possèdent également un statut d'observateur,,.

#### Organisations régionales autorisées par leurs États membres à parler en leur nom
| Organisation ou entité | Date où le statut d'observateur a été accordé                                                                                           | Type d'entité |
| ---------------------- | --- | ------------- |
| Union européenne       | 11 octobre 1974 (résolution A/RES/29/3208) : statut d'observateur 10 mai 2011 (résolution A/RES/65/276 )) : statut d'observateur avancé | [ 33 ]        |

#### Organisations intergouvernementales
| Organisation                                              | Date de statut d'observateur accordé                                               |
| --------------------------------------------------------- | ---------------------------------------------------------------------------------- |
| Pays d'Afrique, Caraïbes et Pacifique                     | 15 septembre 1981 (A/RES/36/4)                                                     |
| Banque africaine de développement                         | 28 septembre 1987 (A/RES/42/10)                                                    |
| Union africaine (avant Organisation de l'unité africaine) | 11 septembre 1965 (A/RES/2011(XX)) 15 août 2002 (General Assembly decision 56/475) |
| Traité de Tlatelolco                                      | 17 septembre 1988 (A/RES/43/6)                                                     |
| Communauté andine                                         | 22 septembre 1997 (A/RES/52/6)                                                     |
| Organisation internationale de la francophonie            |                                                                                    |

### Autres organisations jouissant d'un statut d'observateur
Cinq organisations non gouvernementales agissant dans la sphère internationale ont actuellement un statut d'observateur :
- l'Ordre souverain militaire et hospitalier de Saint-Jean de Jérusalem, de Rhodes et de Malte depuis 1994[34] ;
- le Comité international olympique ;
- l'Union interparlementaire ;
- la Fédération internationale des Sociétés de la Croix-Rouge et du Croissant-Rouge et le Comité international de la Croix-Rouge.

L'Organisation de libération de la Palestine (OLP) a bénéficié de ce statut de 1974 au 29 novembre 2012, date de l'accession de l'État de Palestine au statut d'État observateur.

## Particularités

### Codification des drapeaux des États membres

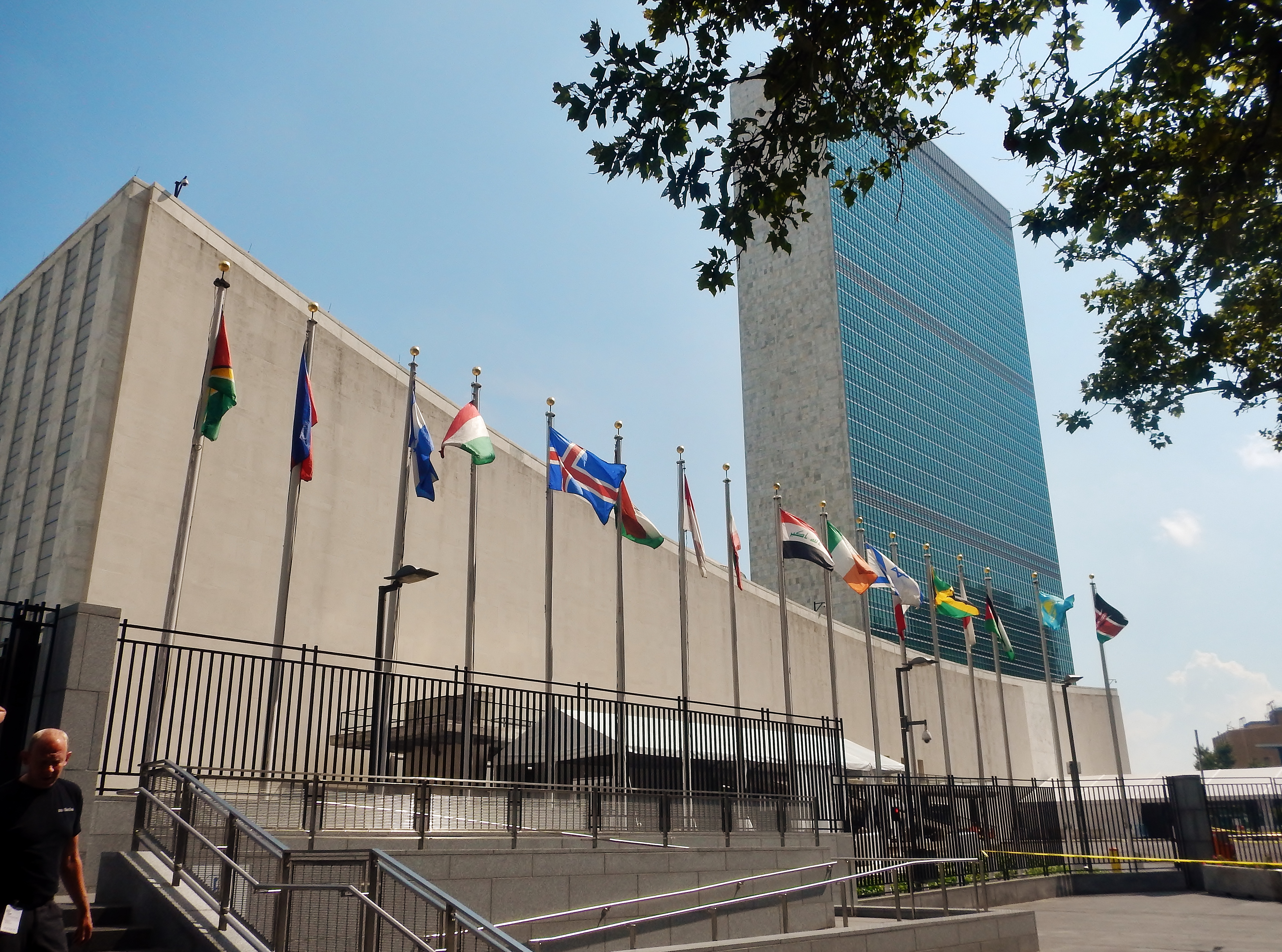
Le siège des Nations unies à New York.

Les drapeaux des États membres de l'ONU sont hissés en ordre alphabétique anglais du nord au sud devant le siège new-yorkais de l'organisation. Ceux-ci doivent se conformer à un règlement publié par le bureau du Secrétaire général en 1967. Pour une question d'unité, ce règlement prescrit une taille standardisée de 4 par 6 pieds, ou 122 par 183 centimètres.

#### Népal
Le drapeau en zigzag du Népal n'était pas soumis à ce règlement lors de l'admission du pays le 14 décembre 1955.

#### Suisse
Une exception prévue par ce règlement a permis à la Suisse de conserver son drapeau carré lors de son admission le 10 septembre 2002,.

### Union ou réunification d'États

#### Allemagne
La République fédérale d’Allemagne et la République démocratique allemande ont été admises à l’ONU le 18 septembre 1973. Du fait du rattachement de la République démocratique allemande à la République fédérale d’Allemagne, qui a pris effet le 3 octobre 1990, les deux États allemands se sont unis pour former un seul État souverain.

#### Tanganyika et Zanzibar
Le Tanganyika a été admis à l’Organisation des Nations unies le 4 décembre 1961 et Zanzibar le 16 décembre 1963. À la suite de la ratification, le 26 avril 1964, du traité d’union entre le Tanganyika et Zanzibar, les deux États ont été représentés à l’Organisation avec un siège unique sous le nom de république unie de Tanganyika et de Zanzibar et, à partir du 1er novembre 1964, sous le nom de république unie de Tanzanie.

#### Yémen
Le royaume mutawakkilite du Yémen (ou Yémen du Nord, devenu en 1962 la république arabe du Yémen) a été admis à l’Organisation des Nations unies le 30 septembre 1947 et la république démocratique du Yémen du Sud (devenue en 1970 la république démocratique populaire du Yémen) le 14 décembre 1967. Le 22 mai 1990, les deux États ont fusionné et sont depuis lors représentés comme un seul et même État, le Yémen (république du Yémen).

### Éclatement d'États

#### Égypte et Syrie
Entrées à l’Organisation des Nations unies le 24 octobre 1945, l’Égypte et la Syrie étaient membres fondateurs de l’Organisation. Après le plébiscite du 21 février 1958, l’Égypte et la Syrie se sont unies pour former la République arabe unie, qui a continué à être représentée à l’Organisation avec un siège unique. Le 13 octobre 1961, la Syrie a recouvré son statut d’État indépendant et repris son siège à l’Organisation des Nations unies. Le 2 septembre 1971, la République arabe unie a changé son appellation en république arabe d’Égypte.

#### Malaisie et Singapour
La fédération de Malaisie a été admise à l’Organisation des Nations unies le 17 septembre 1957. Le 16 septembre 1963, elle a pris le nom de Malaisie à la suite de l’admission au sein de la nouvelle fédération de Singapour, Sabah et Sarawak. Singapour est devenu un État indépendant le 9 août 1965 et est entré à l’Organisation des Nations unies le 21 septembre 1965.

#### Tchécoslovaquie
Entrée à l’Organisation des Nations unies le 24 octobre 1945, la Tchécoslovaquie était membre fondateur de l’Organisation. Dans une lettre datée du 10 décembre 1992, son représentant permanent a informé le secrétaire général que la République fédérale tchèque et slovaque cesserait d’exister le 31 décembre 1992 et que les États successeurs demanderaient à être admis à l’Organisation des Nations unies. La Tchéquie et la Slovaquie sont ainsi devenues, le 19 janvier 1993, des États membres de l’ONU.

#### Yougoslavie
La république fédérative socialiste de Yougoslavie fut l’un des membres fondateurs de l’ONU, elle en a signé la Charte le 26 juin 1945 et l’a ratifiée le 19 octobre 1945.
- À la suite du démembrement du pays et de la création de nouveaux États, la Bosnie-Herzégovine (résolution A/RES/46/237), la Croatie (A/RES/46/238) et la Slovénie (A/RES/46/236) ont été admises à l’ONU le 22 mai 1992 ;
- Macédoine du Nord : l’Assemblée générale a admis le 8 avril 1993 l’État provisoirement dénommé ex-République yougoslave de Macédoine en attendant que soit réglée le conflit diplomatique avec la Grèce au sujet de son nom. Cet État est alors communément appelé ARYM en français. Depuis l'entrée en vigueur de l'accord de Prespa le 12 février 2019, il est désigné par l'Organisation des Nations unies et tous ses membres sous le nom de « (république de) Macédoine du Nord » ;
- bien qu'initialement reconnue comme le continuateur de la république fédérative socialiste de Yougoslavie, la république fédérale de Yougoslavie a, sous la pression des États-Unis, été exclue de l’Assemblée générale des Nations unies le 22 septembre 1992, et n'était plus désormais reconnue que comme un de ses successeurs, en lui laissant donc la possibilité de présenter sa candidature en son nom propre. L'État regroupant la Serbie et le Monténégro fut admis comme État membre sous le nom de république fédérale de Yougoslavie le 1er novembre 2000 (résolution A/RES/55/12). Elle s'est ensuite appelée Serbie-et-Monténégro à partir du 4 février 2003.

D'autres changements sont intervenus par la suite :
- à la suite de la partition du pays entre la Serbie et le Monténégro le 3 juin 2006, la Serbie a hérité du siège de la Serbie-et-Monténégro en tant qu'État continuateur de l'union, tandis que le Monténégro est devenu membre le 28 juin 2006 ;
- le Kosovo a déclaré son indépendance unilatéralement le 17 février 2008 mais n'est pas membre de l'ONU. La reconnaissance de son indépendance n'est que partielle parmi les États membres : le Kosovo est reconnu par 3 membres permanents du conseil de sécurité et par 99 pays membres de l'ONU.

#### Soudan du Sud
À la suite de la proclamation de son indépendance le 9 juillet 2011 et de l'Assemblée générale de l'ONU du 14 juillet, le Soudan du Sud devient le 193e État membre.

### Succession d'un État à un autre

#### De la République de Chine à la Chine communiste
La république de Chine est un membre fondateur des Nations unies en 1945. En 1949, à la fin de la guerre civile chinoise, le gouvernement de la république de Chine se réfugie à Taïwan, laissant le contrôle de la majeure partie du pays aux mains du gouvernement de la république populaire de Chine.
Le siège chinois à l'ONU est occupé par la république de Chine jusqu'au 25 octobre 1971, date à laquelle il est ré-attribué à la république populaire de Chine dans toutes les instances de l'ONU par le vote à l'Assemblée générale de la résolution 2758.
Depuis, la république de Chine est exclue de l'ONU. Des accords assimilables à des traités sont conclus avec ce territoire (et notamment des accords de défense avec les États-Unis), sans qu'il n'y ait eu à ce jour de proclamation officielle d'indépendance ni, a fortiori, de reconnaissance comme État de la part de l'ONU ou d’États tiers.

#### De l'URSS à la Russie
Entrée à l'ONU le 24 octobre 1945, l’Union des républiques socialistes soviétiques était membre fondateur de l’organisation. Par une lettre datée du 24 décembre 1991, le président de la Russie, Boris Eltsine, a informé le secrétaire général que la fédération de Russie, avec l’appui des 11 pays membres de la Communauté des États indépendants, succédait à l’Union soviétique au Conseil de sécurité et dans tous les autres organes de l’ONU.

### Politique de la «chaise vide» ou retrait provisoire

#### France
De 1956 jusqu'à 1964 environ, la France pratiqua souvent la politique de la chaise vide, car le général de Gaulle était très réservé vis-à-vis de l'Organisation (elle refusa parfois également de verser une partie de sa contribution). Les raisons en étaient diverses :
- opposition de l'ONU à l'expédition à Suez en 1956 ;
- les dossiers avec les colonies : Maroc ou Tunisie (jusqu'à leur indépendance en 1956) ou Algérie (indépendance en 1962) ;
- l'incident de Bizerte en 1961 avec le gouvernement tunisien ;
- les essais nucléaires français menés au Sahara jusqu'en 1966 (puis dans le Pacifique jusqu'en 1996) ;
- opposition à l'opération des casques bleus menée de 1960 à 1964 dans l'ex-Congo belge.

#### Indonésie
Du 20 janvier 1965 au 28 septembre 1966, l’Indonésie s'est retirée de l’Organisation des Nations unies pour protester contre l'adhésion de la Malaisie.

#### URSS
L'URSS pratiquait la politique de la chaise vide à l'ONU depuis la non-reconnaissance de la république populaire de Chine au lieu de la Chine nationaliste (voir supra, Chine et Taïwan).
En 1950, à la suite de l'invasion de la Corée du Sud par la Corée du Nord, les États-Unis purent faire voter la décision de reconnaître la Corée du Nord comme agresseur et celle de l'envoi de troupes sous la tutelle des Nations unies. Ayant reconnu cette erreur tactique, l'URSS a ensuite assisté à toutes les réunions et a rendu très difficiles les prises de décisions pendant 30 ans (jusqu'à la fin de la guerre froide) en usant de son droit de veto.